# Thomas Beimel
Thomas Beimel (* 30. Mai 1967 in Essen; † 29. Juni 2016 in Wuppertal) war ein deutscher Komponist, Musikwissenschaftler und Bratschist.
Beimel studierte bei Konrad Grahe an der Folkwang Hochschule Essen sowie bei Karin Wolf Viola. Von 1988 bis 1992 schloss sich ein Studium der Instrumentalpädagogik an der Hochschule für Musik im Rheinland an. 1989 gründete er mit Ortrud Kegel, Gunda Gottschalk, Karola Pasquay und Ute Völker das Ensemble Partita Radicale, das auch neue Improvisationsmusik spielt. Seit 1991 arbeitete er musikwissenschaftlich über neue Musik in Rumänien und Osteuropa, seit 2003 auch über Lateinamerika.
1997 nahm Beimel ein Kompositionsstudium bei Myriam Marbe in Bukarest auf. 1999 wurde seine Oper Idyllen nach Jean Paul uraufgeführt, 2001 folgte seine Bühnenmusik zur Theaterfassung von Franz Kafkas Erzählung In der Strafkolonie. Gemeinsam mit Gunda Gottschalk erhielt Beimel 1999/2000 ein Arbeits- und Produktionsstipendium der Filmstiftung Nordrhein-Westfalen, das zur Realisierung des Hörspiels „Das Paradies“ genutzt wurde. 2005–2006 folgte ein Stipendium im Internationalen Künstlerhaus Villa Concordia in Bamberg, daneben war er Composer in Residence des Bayerischen Kammerorchesters.

## Werke
- Zwei Augen/Sternverdunklung, Klavierquartett, 1994–95
- del amor que no se deja ver für Bass, gemischten Chor, Streichquartett, Klavier und Akkordeon, 1995
- Die Affäre Klytaimestra, Bühnenmusik zum gleichnamigen Stück, 1995
- del amor imprevisto für Altquerflöte, Alt, Violoncello, Schlagzeug und Klavier, 1996
- L'arrivée à cythère für Altquerflöte und Schlagzeug, 1998
- Saeta für sechs solistische Frauenstimmen, 1998
- Insekten: Kinder des Lichts, Paraphrase-Komposition über Skrjabins 10. Klaviersonate für vier Akkordeons, 1998
- Idyllen, musikalische Szenen nach Jean Paul, Kammeroper, 1998–99
- Okeanós, Konzert für verstärktes Violoncello und Orchester, 1999–2002
- …and what of the sleep of animals…, Hornquartett, 2000
- …calling, from far away… für Vibraphon, 2000
- melos für Pauken, 2000
- mneme, Streichquartett, 2000
- tu aliento für Mezzosopran, 2001
- petite chanson d’amour für Stimme mit Klavier, 2001
- In der Strafkolonie, Musik zur Bühnenfassung der gleichnamigen Erzählung von Franz Kafka, 2001
- faltenbalg für fünf Akkordeonensembles, 2001
- tanâvar für Mezzosopran, Altquerflöte und Posaune, 2002
- auf deinen wangen / goldene tauben nach Else Lasker-Schüler für Mezzosopran, 2002
- cólera, Streichquartett, 2002
- sumak für zwei Violen, 2003
- aynaki / deine augen für Mezzosopran, 2003
- veni creator spiritus für Mezzosopran und Countertenor, 2003
- tinieblas für Akkordeontrio, 2003–05
- soledades für Flûte de voix (oder Tenorblockflöte), 2003
- sicut cervus für gemischten Chor, Pauken und Posaunenquartett, 2004
- (no hay) consuelo für Mezzosopran (oder Trompete) und Streichtrio, 2004
- cantus für gemischten Chor, 2004
- schrammeln für Mezzosopran, 2005
- cucurucucú für Horn, Harfe und zwei Schlagzeuger, 2005
- echos für zwei Schlagzeuger, 2005
- soave sia il vento, Paraphrase des gleichnamigen Terzettino aus Wolfgang Amadeus Mozarts Oper Così fan tutte, 2005
- zeitlicher rat für Kammerensemble, 2005
- hasret für Mezzosopran, Viola und Schlagzeug, 2006
- et in arcadia ego… für Oboe und Schlagzeug, 2006
- nacht… für Tenor und gemischten Chor, 2006
- hanacpachap für Mezzosopran, Akkordeon und Orgelpositiv, 2006
- Vom guten Ton. Die Welt ist voll Geplapper, Musiktheater für vier Singstimmen, vier Bläser und Zupforchester, 2012[2]

## Schriften
- Halo-Erkundungen über ein Werk von Jacqueline Fontyn, Tokkata-Verlag, Unna 1991
- Vom Ritual zur Abstraktion – über die rumänische Komponistin Myriam Marbe, Tokkata-Verlag, Wuppertal und Unna 1994
- In der Ferne: ein leuchtender Körper – Betrachtungen über Werke von Karol Szymanowski, Hans Werner Henze und Myriam Marbe, BIS-Verlag, Universität Oldenburg, 2006